# 山口財閥
山口財閥（やまぐちざいばつ）は、明治時代に三代目の山口吉郎兵衛が、第百四十八国立銀行を創業したことに始まった財閥である。

## 概要
戦前は安田、川崎、渋沢、野村などとともに、「銀行資本中心の財閥」と分類されているが、第二次世界大戦後の財閥史研究の全盛期においても、山口財閥の手掛かりとなる研究はされておらず、わずかに、高橋久一の幕末の両替商から明治期の山口銀行についての論文ほか、麻島昭一の関西信託会社についての論文が残されているだけである。
後に同銀行を継承して山口銀行（山口県に本店を置く山口銀行とは別）を設立し、昭和金融恐慌後に鴻池銀行・三十四銀行と合併し三和銀行となった。第二次世界大戦後三和銀行を中心として三和グループが形成されると東リをはじめとした山口財閥傘下の企業も三和グループおよびみどり会に加わった。

## 関連文献
- 三島康雄「山口財閥の発展と解体 -中規模金融財閥の研究-」 経営史学 1983年 18巻 2号 p. 23-51,ii, doi:10.5029/bhsj.18.2_23